# Mount St. Mary's Mountaineers

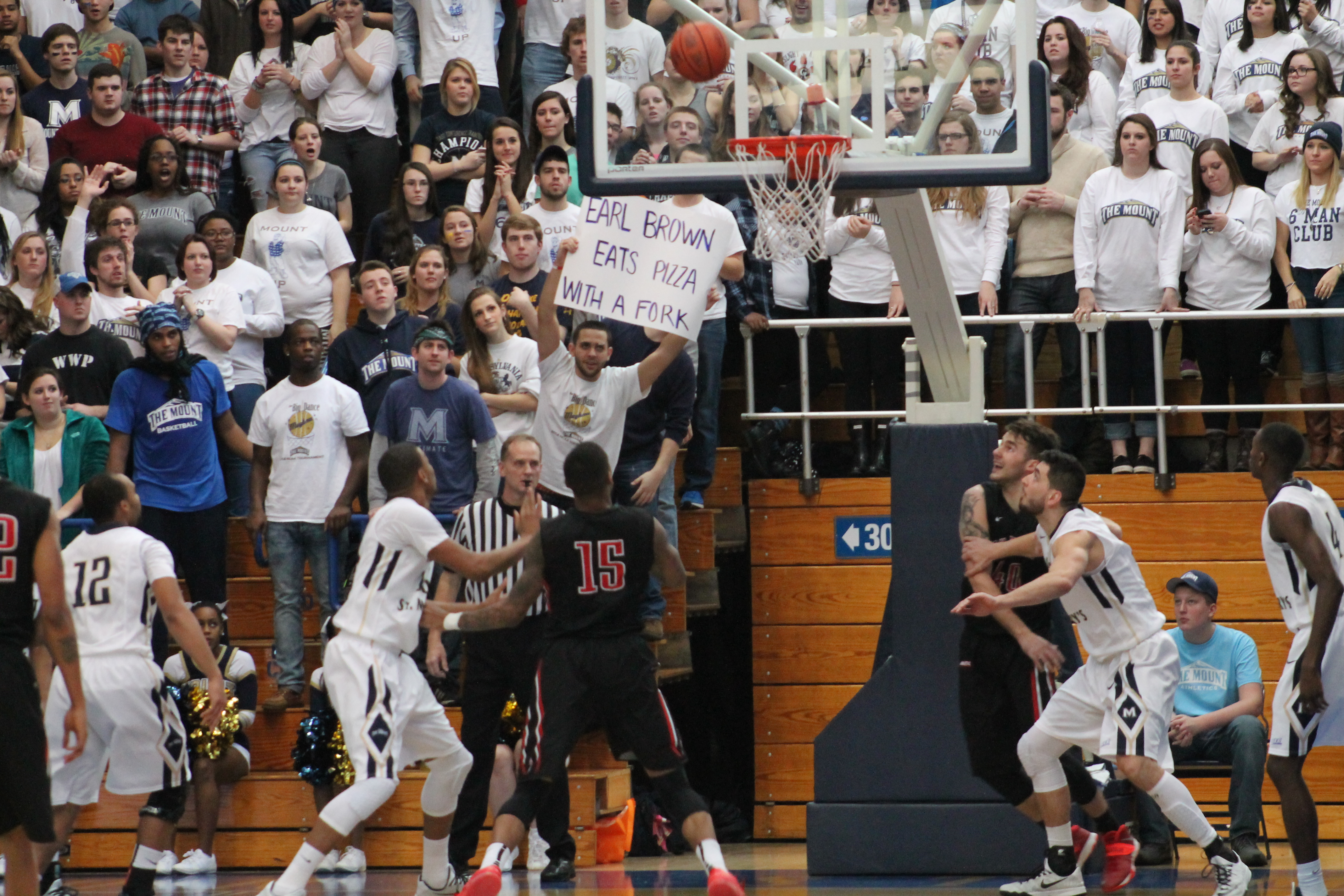
Aficionados de los Mountaineers en un partido de baloncesto.

Mount Saint Mary's Mountaineers (español: los montañeros de Mount Saint Mary) es el nombre de los equipos deportivos de la Universidad Mount St. Mary's, situada en Emmitsburg, Maryland. Los equipos de los Mountaineers participan en las competiciones universitarias organizadas por la NCAA, y forman parte de la Metro Atlantic Athletic Conference desde julio de 2022. Anteriormente estaban integrados en la Northeast Conference. 

## Programa deportivo
Los Mountaineers compiten en 6 deportes masculinos y en 7 femeninos:
| - Masculino - Cross - Baloncesto - Béisbol - Lacrosse - Atletismo - Tenis | - Femenino - Cross - Baloncesto - Softball - Lacrosse - Atletismo - Tenis - Natación - Fútbol |

## Instalaciones deportivas
- Knott Arena es el pabellón donde disputan sus partidos los equipos de baloncesto . Tiene una capacidad para 3.121 espectadores, y fue inaugurado en 1987.[1]

- Straw Family Stadium, es el estadio donde disputan sus encuentros el equipo de béisbol. Fue renovado completamente en 2007.[1]